# U-389 (tàu ngầm Đức)
U-389 là một tàu ngầm tấn công  Lớp Type VII thuộc phân lớp Type VIIC được Hải quân Đức Quốc Xã chế tạo trong Chiến tranh Thế giới thứ hai. Nhập biên chế vào đầu năm 1943, nó chỉ thực hiện được một chuyến tuần tra duy nhất và không đánh chìm được mục tiêu nào, trước khi bị một máy bay ném bom B-24 Liberator thuộc Liên đội 269 Không quân Hoàng gia Anh đánh chìm về phía Tây Nam Iceland vào ngày 4 tháng 10, 1943.

## Thiết kế và chế tạo

### Thiết kế

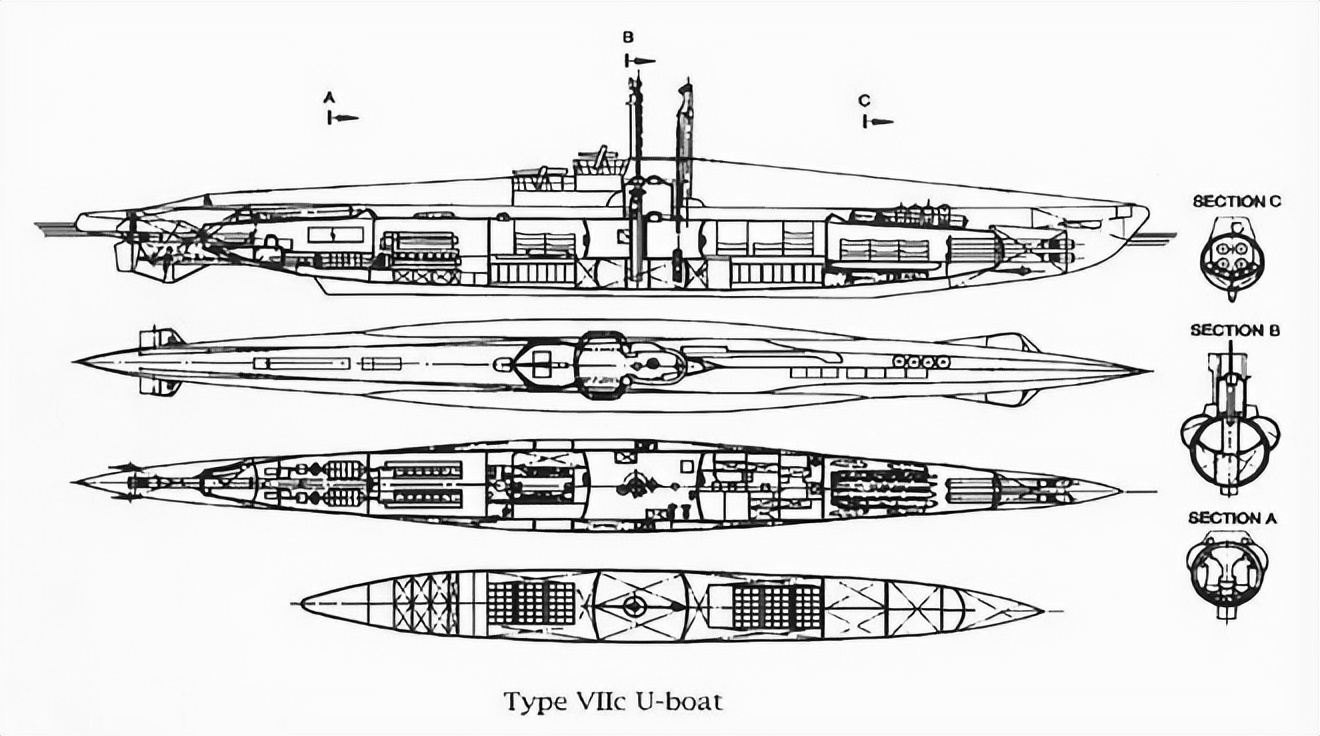
Sơ đồ các mặt cắt một tàu ngầm Type VIIC

Phân lớp VIIC của Tàu ngầm Type VII là một phiên bản VIIB được kéo dài thêm. Chúng có trọng lượng choán nước 769 t (757 tấn Anh) khi nổi và 871 t (857 tấn Anh) khi lặn). Con tàu có chiều dài chung 67,10 m (220 ft 2 in), lớp vỏ trong chịu áp lực dài 50,50 m (165 ft 8 in), mạn tàu rộng 6,20 m (20 ft 4 in), chiều cao 9,60 m (31 ft 6 in) và mớn nước 4,74 m (15 ft 7 in).
Chúng trang bị hai động cơ diesel Germaniawerft F46 siêu tăng áp 6-xy lanh 4 thì, tổng công suất 2.800–3.200 PS (2.100–2.400 kW; 2.800–3.200 bhp), dẫn động hai trục chân vịt đường kính 1,23 m (4,0 ft), cho phép đạt tốc độ tối đa 17,7 kn (32,8 km/h), và tầm hoạt động tối đa 8.500 nmi (15.700 km) khi đi tốc độ đường trường 10 kn (19 km/h). Khi đi ngầm dưới nước, chúng sử dụng hai động cơ/máy phát điện Garbe, Lahmeyer & Co. RP 137/c  tổng công suất 750 PS (550 kW; 740 shp). Tốc độ tối đa khi lặn là 7,6 kn (14,1 km/h), và tầm hoạt động 80 nmi (150 km) ở tốc độ 4 kn (7,4 km/h). Con tàu có khả năng lặn sâu đến 230 m (750 ft).
Vũ khí trang bị có năm ống phóng ngư lôi 53,3 cm (21 in), bao gồm bốn ống trước mũi và một ống phía đuôi, và mang theo tổng cộng 14 quả ngư lôi, hoặc tối đa 22 quả thủy lôi TMA, hoặc 33 quả TMB. Tàu ngầm Type VIIC bố trí một hải pháo 8,8 cm SK C/35 cùng một pháo phòng không 2 cm (0,79 in) trên boong tàu. Thủy thủ đoàn bao gồm 4 sĩ quan và 40-56 thủy thủ.

### Chế tạo
U-389 được đặt hàng vào ngày 21 tháng 11, 1940, và được đặt lườn tại xưởng tàu của hãng Howaldtswerke ở Kiel vào ngày 3 tháng 12, 1941. Nó được hạ thủy vào ngày 19 tháng 12, 1942, và nhập biên chế cùng Hải quân Đức Quốc Xã vào ngày 6 tháng 2, 1943 dưới quyền chỉ huy của Hạm trưởng, Đại úy Hải quân Siegfried Heilmann.

## Lịch sử hoạt động
Sau khi hoàn tất việc huấn luyện trong thành phần Chi hạm đội U-boat 5, U-389 được điều sang Chi hạm đội U-boat 9 từ ngày 1 tháng 8, 1943 để hoạt động trên tuyến đầu.
Chiếc tàu ngầm đã di chuyển từ Kiel đến cảng Bergen, và sau đó đến Trondheim cùng thuộc Na Uy, vào cuối tháng 8 và đầu tháng 9, 1943. Nó xuất phát từ Trondheim vào ngày 18 tháng 9 cho chuyến tuần tra duy nhất trong chiến tranh. Nó băng qua khe GIUK giữa quần đảo Faroe và Iceland để vòng qua quần đảo Anh, và hoạt động trong vùng biển giữa Bắc Đại Tây Dương về phía Tây Nam Iceland.
Đến ngày 4 tháng 10, ở vị trí về phía Đông Nam mũi Farewell, Greenland, chiếc tàu ngầm bị đánh chìm do trúng mìn sâu thả từ một máy bay ném bom B-24 Liberator thuộc Liên đội 269 Không quân Hoàng gia Anh (RAF). Chiếc tàu ngầm đắm tại tọa độ 60°51′B 28°26′T / 60,85°B 28,433°T, với tổn thất toàn bộ 50 thành viên thủy thủ đoàn trên tàu.
Một số nguồn trước đây cho rằng U-389 bị đánh chìm trong eo biển Đan Mạch về phía Tây Nam Iceland vào ngày 5 tháng 10, bởi một máy bay ném bom Lockheed Hudson thuộc Liên đội 269 RAF, tại tọa độ 62°43′B 27°17′T / 62,717°B 27,283°T, Cuộc tấn công này thực ra đã đánh chìm tàu ngầm U-336.

### "Bầy sói" tham gia
U-389 từng tham gia một bầy sói:
- Rossbach (24 tháng 9 – 4 tháng 10, 1943)